# 布伦达·瓦卡罗
布伦达·瓦卡罗（英語：Brenda Vaccaro，1939年11月18日—），女，美国演员。曾获得金球奖最佳电影女配角。